# Dausa (huyện)
Huyện Dausa là một huyện thuộc bang Rajasthan, Ấn Độ. Thủ phủ huyện Dausa đóng ở Dausa. Huyện Dausa có diện tích 3429 ki lô mét vuông. Đến thời điểm năm 2001, huyện Dausa có dân số 1316790 người.